# Adal

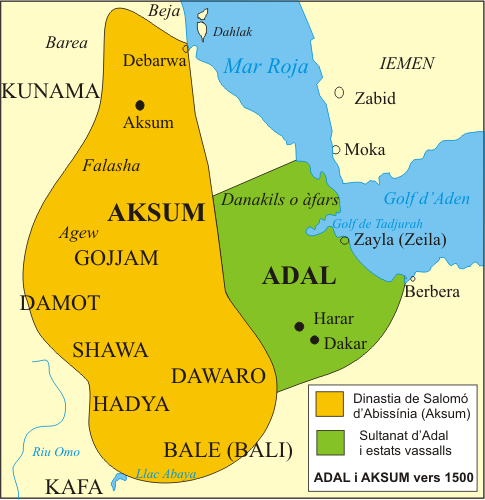
Adal vers el 1500

Adal (somali: Adaal, ge'ez: አዳል ʾAdāl, àrab: عدل) fou un estat que va existir, primer com emirat o imamat des d'una època indeterminada, i després com a soldanat vers el 1415 fins al 1555. Ocupava el nord-oest de Somàlia, Djibouti i parts d'Etiòpia.

## Història
Els egipcis anomenaven a la costa nord de Somàlia la Terra de Punt i van comerciar amb la regió des d'una època molt matinera. Està documentada l'expedició a Punt sota la faraona Hatxepsut.
La tradició parla d'uns opositors a la tribu dels quraixites (quraish) de la Meca que es van refugiar a Awdal, entre els quals la dona del profeta i el seu cosí; foren ben rebuts i protegits contra els emissaris quraixites que els volien fer tornar a la Meca per castigar-los. El profeta va beneir als habasha (negres) cosa que s'ha interpretat com a referit a Etiòpia però els somalis awdalians reclamen que es referia a ells.
Després de la mort del profeta van arribar a la costa nord de Somàlia nombrosos comerciants i predicadors àrabs musulmans. El poble de la zona va esdevenir musulmà i es van fundar estats musulmans.
Abans del 1288 Adal (modern Awdal actuals regions d'Adal i Salal) hauria estat una província musulmana de l'imperi cristià d'Etiòpia. En aquest any s'hauria independitzat i format un estat nòmada.
Makrizi enumera set estats que anomena "mamalik bilad Zayla", i que eren: Awfat (Ifat), Dawaro, Arayabni (Arabayni o Arab-Abni), Hadya, Sharkha, Bale i Dara. Els cronistes etíops n'esmenten alguns més i entre ells el d'Adal, el més oriental, esmentat per primer cop durant les lluites contra el negus Amda Seyon (vers 1314-1344) que el 1332 va atacar Zeila (Zaylac) i el llavors emir d'Adal, que intentava barrar-li el pas, fou derrotat i mort. El títol d'amir que apareix en aquest temps es combina també a les cròniques amb el d'imam, o el de negus (rei). En la campanya del 1332 els etíops no solament van recuperar Adal sinó que van sotmetre els soldanats de Shoa i d'Ifat. El control d'Adal garantia la possessió del port de Zeila, important per comerç. El soldanat d'Ifat es va revoltar contra els etíopc però fou derrotat i el seu soldà Jamal al-Din va morir i els etíops van conquerir la capital Talag Vers el 1400 Ifat es va tornar a rebel·lar.
Al final del segle XIV Adal feia part del soldanat d'Ifat. Vers el 1400 el soldà Sa'd al-Din (que temporalment donà el seu nom a la dinastia, com a Banu Sa'd al-Din o Barr Sa'd al-Din, abans i després anomenada Walashma), que hauria pujat al tron vers el 1386 segon la creònica de Walashma (1373 segons les cròniques etíops), es va revoltar. Va morir entre 1403 i 1415 en la guerra contra el negus David I o contra Yeshak (vers 1413-1429). Per tant, Ifat, Adal i Zayla serien sinònims del mateix estat.
L'antropòleg I.M Lewis diu que els somalis van contribuir de manera important a les victòries de Sa'd al-Din, suposadament pel suport dels clans gerri, marehan i harti, tots dels grup darod. L'historiador musulmà Shihab al-Din parla del control pels harti del port oriental de Mait. També l'Oxford History of Islam dona suport a la tesi d'un ajut somali al soldà. Lewis fa notar que els orígens del soldà són desconeguts i que les evidencies suggereixen una important població àfar; Ewald Wagner connecta el nom d'Adal amb la tribu àfar dels aḏaʿila i el clan somali dels oda ali, i proposa un soldanat de majoria àfar però Didier Morin remarca que el paper dels àfars al soldanat encara és conjectural a causa de la seva base multiètnica. Franz-Christoph Muth identifica a Ahmad ben Ibrihim al-Ghazi com a somali.
La dinastia va fugir temporalment al Iemen però va poder tornar tot seguit. Suposadament fou llavors quan el sobirà va agafar el títol de soldà d'Adal en lloc de soldà d'Ifat. La capital fou Zeila.
Sota els negus etíops Zar'a Yakub (1434-1468) i Ba'da Maryam (1468-1478) es van fer negociacions amb Adal, però després es va iniciar una època de guerra. Adal protegia i donava refugi als musulmans que fugien dels districtes a l'oest del soldanat, als que perseguien els abissinis. Els autors musulmans Makrizi i Arabiakh no esmenten pas Adal i parlen només del soldanat de Zeila (àrab Zayla).
El soldà d'Adal Mehmet, fill d'Arwe Badlay pertanyia a la família de soldans d'Ifat, car era el net de Sa'd al-Din.

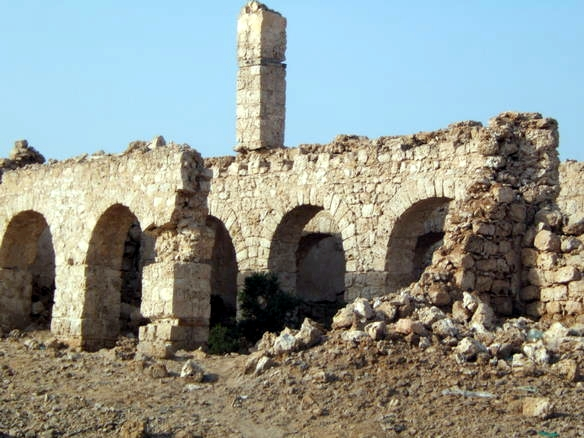
Ruïnes d'edificis a Zeila del temps del soldanat d'Adal

Al segle xvi el soldà d'Adal va llençar una sèrie d'atacs importants contra Etiòpia, que en la primera fase foren dirigits per Mahfuz, governador de Zeila; aquesta fase es va acabar el 1516, quan Mahfuz fou mort pels etíops en una emboscada.
Vers el 1526 Ahmad ben Ibrahim al-Ghazi, un cap polític de l'estat, va prendre el poder a Adal, va prendre el títol d'imam, i va iniciar la guerra santa contra la cristiana Etiòpia llavors governada per Lebna Dengel. Amb l'ajut d'armament otomà Ahmad va derrotar els etíops en la batalla de Shimbra Kure el 1529 i va dominar l'altiplà però els etíops van resistir a les muntanyes altes. El 1541 els portuguesos van enviar ajut a Etiòpia, amb 400 mosqueters, mentre Adal rebia 900 mosqueters dels otomans. El 1542 el comandant portuguès Cristóvão da Gama va morir en combat (agost), però els portuguesos i etíops van derrotar Adal en la batalla de Wayna Daga, prop del llac Tana (febrer del 1543) i Ahmad va morir en combat; els etíops van recuperar la plana i els territoris perduts, i els otomans no van poder enviar ajut a Adal ocupats com estaven a la Mediterrània. La capital es va traslladar a Dakar a l'est de Harar, i més tard a la mateixa Harar, i l'estat va entrar aviat en decadència. El 1559 Harar fou ocupada pels etíops.
L'emigració dels galla (els oromo) va afectar Adal i Etiòpia. Després del 1555 el soldanat es va veure envaït pels guerrers oromo. El soldanat va continuar com a sultanat d'Harar fins al 1887.
Al segle XIX el negus d'Abissínia Sahla-Sellase de Shoa portava el títol de rei d'Adal.

## Sultans[11]
- Sabr al-Din II 1415-1422
- Al-Mansur II ben Sa'ad al-Din 1422-1425
- Jamal al-Din II ben Sa'ad al-Din 1425-1432
- Shihab al-Din Ahmed Badlai (Arwe Badlay) 1432-1445
- Muhammad o Mehmet I 1445-1471
- Ibrahim I 1471-1472
- Shams al-Din 1472-1487
- Ibrahim II 1487-1488
- Muhammad II 1488-1518
- Ali II 1518-1519
- Fakhr al-Din 1519-1520
- Abu Bakr 1520-1526
- Ahmad ben Ibrahim al-Ghazi (Ahmad Grañ) 1526-1543
- Bat'iah Dël Wanbara (reina) 1543-1552
- Ali Jarad 1544-1552
- Nur al-Mujtahid 1552-1567
- Uthman al-Habashi 1567-1569
- Talha I 1569-1571
- Nasr II 1571-1573
- Muhammad IV 1573-1576
- Muhammad Jasa 1577-1585
- Sa'ad al-Din (II) 1585-1613
- Sabir al-Din 1613-1632
- Sadiq 1632-1646
- Malaq Adam. 1646-1647
- Ahmad (a Ausa) 1647-1672
- Ali (a Harar) 1647-1662
- Hashim (a Harar) 1662-1671
- Abdallah (a Harar) 1671-1700
- Umar Din (a Ausa) 1672- ?
- Talha II 1700-1721
- Abu Bakr I 1721-1732
- Khalaf 1732-1733
- Hamid 1733-1747
- Yusuf 1747-1755
- Ahmad I 1755-1782
- Mohammed I 1782-1794
- Ahmad II 1794-1820
- Abd al-Rahman 1820-1825
- Abd al-Karim 1825-1834
- Abu Bakr II 1834-1852
- Ahmad III 1852-1856
- Mohammed II 1856-1875
- A Egipte 1875-1884
- Abd Allah II ben Ali Abd ash-Shakur 1884-1887